# Pas på de små
Pas på de små er en dansk dokumentarfilm fra 1962 med instruktion og manuskript af Ole Roos.

## Handling
En færdselspropagandafilm, fremstillet som et led i Rådet for større færdselssikkerheds kampagne i foråret 1963 for børnenes trafiksikkerhed.